# Castenedolo
Castenedolo ist eine norditalienische Gemeinde (comune) mit 11.709 Einwohnern (Stand 31. Dezember 2023) in der Provinz Brescia in der Lombardei. Die Gemeinde liegt etwa 9 Kilometer südöstlich von Brescia. Nahe der Gemeinde fließt der Garza.

## Wirtschaft und Verkehr
Die frühere Verbindung der Überlandstraßenbahn von Brescia nach Mantua hielt bis 1952 auch in Castenedolo. Heute wird die Gemeinde durch die frühere Strada Statale 236 Goitese, nunmehr nur noch Provinzstraße, durchquert, die in Nord-Süd-Richtung auch Anschluss an die Autostrada A4 von Turin nach Venedig und Triest sowie an die Strada Statale 11 Padana Superiore.
Weniger als 4 Kilometer südwestlich von Castenedolo liegt der Flughafen Brescia-Montichiari.

## Persönlichkeiten
In Castenedolo geboren:
- Michele Dancelli (* 1942), Radrennfahrer

Berühmte Einwohner von Castenedolo:
- Marco Cassetti (* 1977), Fußballspieler

## Gemeindepartnerschaft
Castenedolo unterhält eine Partnerschaft mit der bosnischen Stadt Gradačac im Kanton Tuzla.